# Partisans & Parasites
Partisans & Parasites – drugi album klezmerskiej grupy Daniel Kahn & The Painted Bird wydany w 2009 roku. Stanowi zbiór utworów autorskich Daniela Kahna i adaptacji tradycyjnych piosenek żydowskich. Dodatkowo album zawiera adaptację wiersza autorstwa niemieckiego poety Kurta Tucholsky'ego. W utworach "Khurbn Katrina" i "The Destruction of New Orleans" Kahn nawiązuje do zniszczenia Nowego Orleanu przez huragan Katrina w 2005 roku.

## Lista utworów
| 1.  | "Yosl Ber / A Patriot"                                                                       | 3:16  |
|     | - słowa: Itsik Manger - angielski: Daniel Kahn - muzyka: David Beigelman, Henekh Kon         |       |
| 2.  | "Parasites"                                                                                  | 6:15  |
|     | - słowa i muzyka: Daniel Kahn                                                                |       |
| 3.  | "Borsht Revisited"                                                                           | 4:26  |
|     | - słowa i muzyka: trad. - angielski: Daniel Kahn - rosyjski: Vanya Zhuk                      |       |
| 4.  | "Rats"                                                                                       | 4:28  |
|     | - słowa i muzyka: Daniel Kahn                                                                |       |
| 5.  | "Rosen Auf Den Weg Gestreut / Embrace The Fascists"                                          | 3:54  |
|     | - słowa: Kurt Tucholsky - muzyka: Hans Eisler - angielski: Daniel Kahn                       |       |
| 6.  | "Six Million Germans / Nakam"                                                                | 5:13  |
|     | - słowa i muzyka: Daniel Kahn                                                                |       |
| 7.  | "A Rothschild In Your House"                                                                 | 2:40  |
|     | - słowa i muzyka: trad. - angielski: Daniel Kahn - rosyjski: Psoy Korolenko                  |       |
| 8.  | "Vampirn"                                                                                    | 2:17  |
|     | - słowa: trad. - angielski: Daniel Kahn - rosyjski: Psoy Korolenko                           |       |
| 9.  | "Dumai / "Think""                                                                            | 4:36  |
|     | - słowa i muzyka: Daniel Kahn, oparte na tradycyjnej pieśni                                  |       |
| 10. | "Khurbn Katrina"                                                                             | 2:35  |
|     | - muzyka: trad., słowa: J. Rayzner - adaptacja tekstu: Daniel Kahn, F. Schnedler, M. Mueller |       |
| 11. | "The Destruction of New Orleans"                                                             | 4:40  |
|     | - muzyka: trad. - słowa: Daniel Kahn                                                         |       |
| 12. | "Mayn Rue Plats / Where I rest"                                                              | 4:06  |
|     | - słowa i muzyka: Morris Rosenfeld - angielski: Daniel Kahn                                  |       |
|     |                                                                                              | 48:26 |
|     |                                                                                              |       |

## Zespół
- Daniel Kahn: głos, akordeon, pianino, ukulele, harmonijka ustna
- Michael Tuttle: kontrabas
- Hampus Melin: perkusja
- Michael Winograd: klarnet
- Bert Hildebrandt: klarnet
- Dan Blacksberg: puzon
- Vanya Zhuk: gitara elektryczna, głos
- Johannes Paul Gräßer: skrzypce[2]